# Arenit

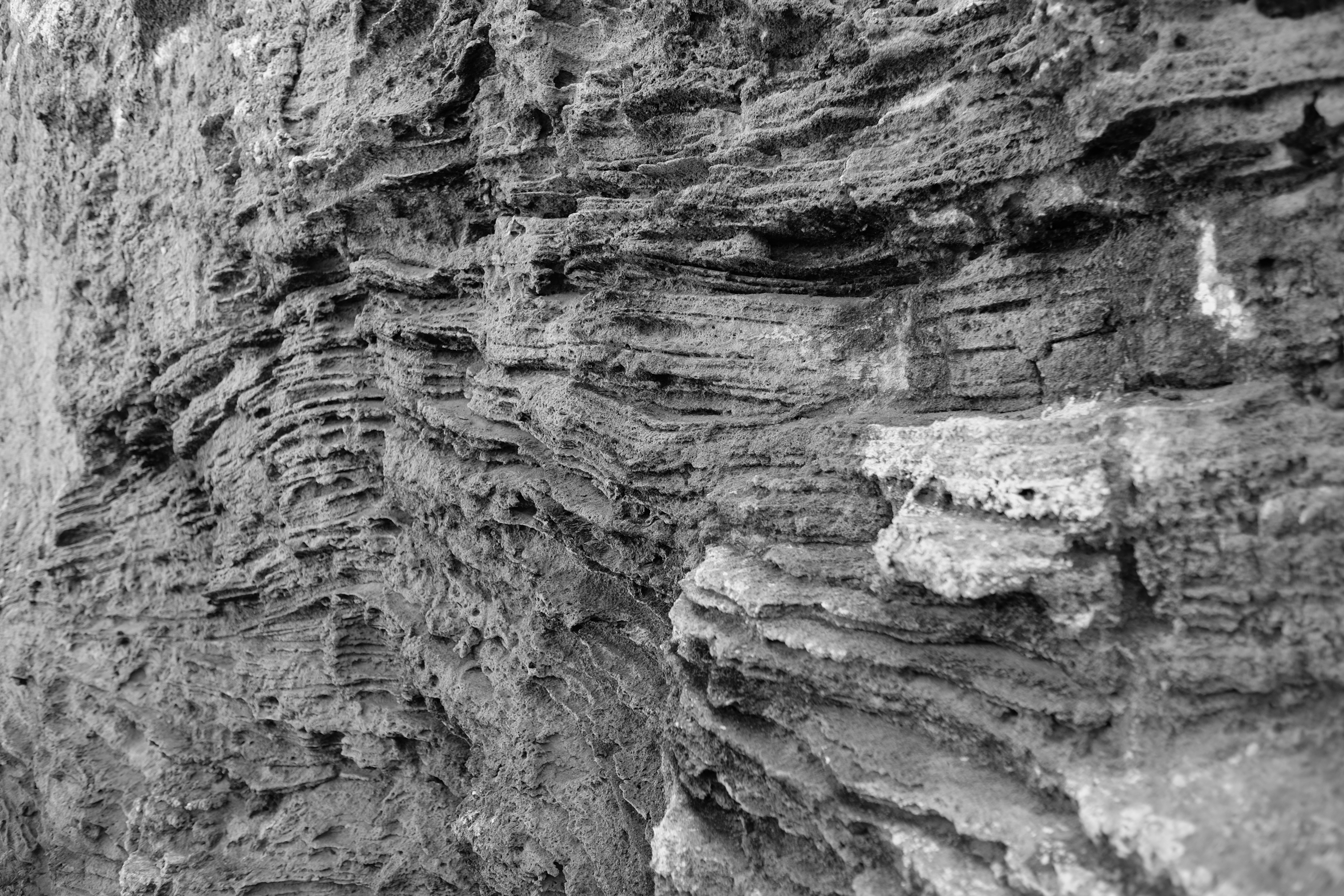
Arenit

Arenit (tiếng Latinh arena, cát) là thuật ngữ chung để mô tả các loại đá mảnh trầm tích với kích thước các hạt cát nằm trong khoảng 0,063 mm (0,00256 inch) tới 2 mm (0,08 inch) và chứa ít hơn 15% ma trận. Thuật ngữ tương đương có nguồn gốc từ tiếng Hy Lạp là psammit, mặc dù nói chung nó chỉ được dùng để chỉ các loại trầm tích đã biến chất.
Do thuật ngữ này bao hàm ý nghĩa về kích thước hạt mà không đề cập gì tới thành phần hóa học, nên nó được sử dụng trong phân loại đá vôi cacbonat dạng đá mảnh, khi thuật ngữ tương đương về mặt kích thước hạt là sa thạch không thích hợp để chỉ đá vôi. Các dạng arenit khác còn có sa thạch, acco, cát xanh và đá xám (grauwacke).
Các arenit chủ yếu được hình thành từ xói mòn của các loại đá khác hoặc tái trầm tích kiểu turbidit của cát. Một vài loại arenit chứa các lượng cacbonat khác nhau và vì thế thuộc về thể loại sa thạch cacbonat hay đá vôi silicat. Các arenit thông thường xuất hiện dưới dạng đá với kích thước hạt trung bình ở lớp đáy hay thành khối với sự chia phiến từ trung bình tới rộng về mặt không gian và thường phát triển cát khai rõ ràng.
Pettijohn  đưa ra các thuật ngữ miêu tả như dưới đây, dựa trên kích thước hạt, để tránh sử dụng các thuật ngữ như "sét" hay "sét kết" mà trong đó ẩn chứa thành phần hóa học:
| Kết cấu    | Phổ thông | Hy Lạp  | Latinh |
| ---------- | --------- | ------- | ------ |
| Thô        | Sỏi       | Psephit | Rudit  |
| Trung bình | Cát       | Psammit | Arenit |
| Mịn        | Sét       | Pelit   | Lutit  |